# 프랜시스 페가흐마가보우
프랜시스 페가마가보우(Francis Pegahmagabow, 1891년 3월 9일 – 1952년 8월 5일)는 캐나다의 오지브웨이족 군인이자 정치인, 활동가였다. 그는 캐나다 군사사에서 가장 높은 훈장을 받은 캐나다 원주민 군인이자 제1차 세계 대전에서 가장 효과적인 저격수였다. 밀리터리 메달을 세 번 수상하고 심한 부상을 입었으며, 전문가적인 명사수이자 정찰병이었다. 독일군 378명을 사살하고 300명을 포로로 잡은 것으로 알려져 있으며, 역사상 가장 치명적인 저격수 중 한 명으로 평가된다. 말년에 그는 와소싱 퍼스트 네이션의 추장 겸 의원으로 활동했으며, 여러 퍼스트 네이션 단체에서 활동가이자 지도자로 일했다. 그는 프레드 로프트, 줄 시우이, 앤드루 폴, 존 투투시스 등 다른 유명한 원주민 인물들과 서신을 주고받았고 만났다.

## 어린 시절
프랜시스 페가마가보우는 1891년 3월 9일, 현재 노벨, 온타리오의 샤와나가 퍼스트 네이션 보호구역에 해당하는 곳에서 태어났다. 오지브웨이어로 그의 이름은 비나스위("불어오는 바람")였다. 프랜시스가 세 살 때 아버지가 돌아가셨고, 어머니는 그를 떠나 헨베이 인렛 퍼스트 네이션에 있는 본가로 돌아갔다. 그는 노아 네비만이쿼드 노인에게 양육되었고 샤와나가에서 사냥, 낚시, 전통 의학 같은 전통 기술을 배웠다. 페가마가보우는 가톨릭과 아니시나베 영성을 혼합하여 신앙생활을 했다.
1912년 1월, 페가마가보우는 패리 사운드의 검찰관 월터 록우드 헤이트의 도움으로 학비 보조금을 받아 공립학교 교육을 마쳤다. 그는 12세에 학교를 그만두고 벌목 캠프와 어업 캠프에서 일했으며, 결국 해양 소방관이 되었다.

## 군 경력
제1차 세계 대전 발발 후, 캐나다 정부의 초기 소수민족 차별에도 불구하고, 페가마가보우는 1914년 8월 캐나다 해외원정군에 자원 입대했다. 그는 캐나다 제23연대 (북부 개척자)에 배치되었다. 캐나다군에 입대한 후 그는 발카르티에 국군 기지에 주둔했다. 그곳에서 그는 자신의 천막을 자신의 부족을 상징하는 카리부를 포함한 전통 상징물로 장식했다. 1914년 10월 초, 그는 제1캐나다사단 소속 제1캐나다 보병대대와 함께 해외로 파병되었다. 이는 유럽에 파병된 최초의 캐나다 부대였다. 그의 전우들은 그를 "페기"라고 불렀다.
1915년 4월, 페가마가보우는 독일군이 서부 전선에서 처음으로 염소 가스를 사용한 제2차 이프르 전투에 참전했으며, 이 전투에서 그는 저격수이자 정찰병으로서 명성을 쌓기 시작했다. 전투 후 그는 하급 상등병으로 진급했다. 그의 대대는 1916년 솜 전투에 참전했는데, 이 전투에서 그는 왼쪽 다리에 부상을 입었다. 그는 벨기에로 이동하는 제1대대에 복귀할 수 있을 만큼 회복했다. 그는 이 두 전투에서 전선에 메시지를 전달한 공로로 밀리터리 메달을 받았다. 처음에는 그의 지휘관인 프랭크 앨버트 크레이턴 중령이 그의 위험 무시와 "임무에 대한 충실함"을 인용하며 수훈 십자 훈장을 추천했지만, 등급이 낮아졌다.
1917년 11월 6일/7일, 페가마가보우는 제2차 파스샹달 전투에서의 활약으로 밀리터리 메달에 바를 추가로 받았다. 전투 중, 페가마가보우의 대대는 파스샹달에서 공격을 개시하는 임무를 받았다. 이때 그는 상등병 계급으로 진급했으며, 전투 중에 제1대대 측면 부대들 간의 연결 고리로서 중요한 역할을 했다고 기록되었다. 대대의 증원군이 길을 잃었을 때, 페가마가보우는 그들을 안내하여 전선에 할당된 지점에 도달하도록 하는 데 결정적인 역할을 했다.
1918년 8월 30일, 스카르페 전투 중, 페가마가보우는 업튼 우드 근처 오릭스 참호에서 독일군의 공격을 격퇴하는 데 참여했다. 그의 중대는 거의 탄약이 바닥났고 포위될 위험에 처해 있었다. 페가마가보우는 무인지대로 가서 기관총과 소총의 거센 사격을 무릅쓰고 충분한 탄약을 가져와 그의 진지가 계속 전투를 수행하고 적의 강력한 역습을 격퇴하는 데 도움을 줄 수 있도록 했다. 이러한 노력으로 그는 밀리터리 메달에 두 번째 바를 추가로 받았고, 이 영예를 받은 39명의 캐나다인 중 한 명이 되었다.
전쟁은 1918년 11월에 끝났고 1919년에 페가마가보우는 의병으로 캐나다로 송환되었다. 그는 거의 전쟁 내내 복무했으며, 숙련된 명사수로 명성을 쌓았다. 그는 많은 비판을 받았던 로스 소총을 사용하여 독일군 378명을 사살하고 300명을 포로로 잡았다고 평가되었다. 전역 당시 그는 선임하사로 복무했으며 1914–15년 성상, 영국 전쟁 메달, 승리 메달을 수상했다.

## 정치 생활

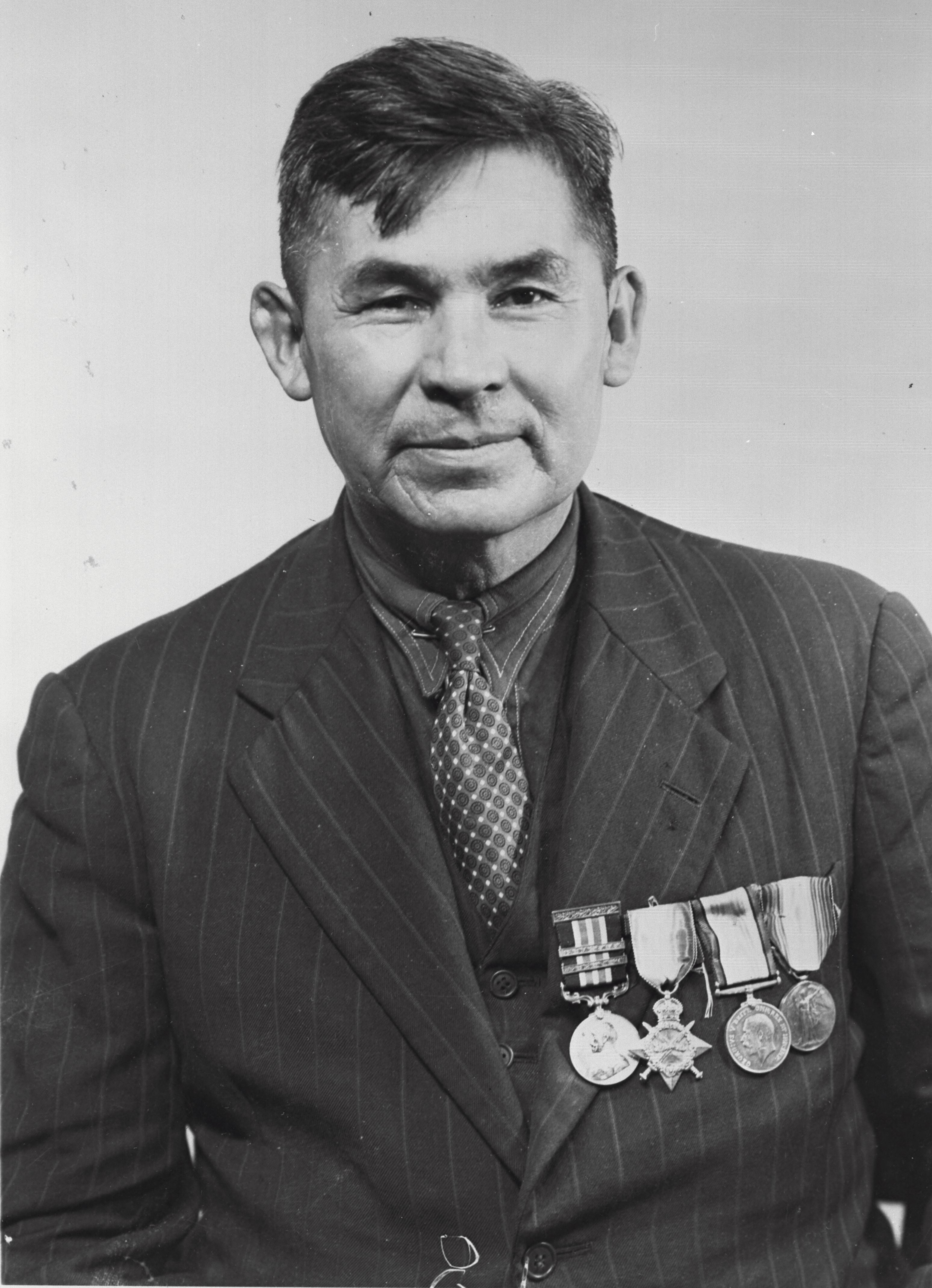
1945년 오타와에서 원주민 독립 정부가 수립된 회의에 참석한 페가마가보우.

캐나다로 돌아온 후 그는 캐나다 민병대에서 북부 개척자 (오늘날 알곤퀸 연대)의 비영구 활동 회원으로 계속 복무했다. 아버지와 할아버지의 뒤를 이어 그는 1921년 2월부터 패리 아일랜드 부족의 추장으로 선출되었다. 취임 후 그는 특정 개인과 혼혈인을 보호구역에서 추방해야 한다는 내용의 편지를 써서 부족 내 분열을 일으켰다. 그는 1924년에 재선되었고, 1925년 4월 내부 권력 투쟁으로 해임될 때까지 재임했다. 의안이 통과되기 전에 페가마가보우는 사임했다. 10년 후, 그는 1933년부터 1936년까지 의원으로 임명되었다. 1933년 인디언 관리국(DIA)은 정책을 변경하여 퍼스트 네이션 추장이 DIA와 서신을 주고받는 것을 금지했다. 1933년 봄부터 모든 서신은 인디언 대리인을 통해야 한다고 지시했다. 이는 대리인에게 막대한 권한을 부여했고, 페가마가보우는 자신의 대리인인 존 데일리와 잘 지내지 못했기 때문에 이에 대해 불만을 품었다. 제1차 세계 대전 중 군에 복무했던 퍼스트 네이션 구성원들은 특히 정치 활동가로서 활발하게 활동했다. 그들은 세계를 여행하며 참호 속 전우들의 존경을 받았고, 새로 권한을 얻은 인디언 대리인에게 밀려나는 것을 거부했다. 역사가 폴 윌리엄스는 이들 지지자들을 "귀환 병사 추장"이라고 불렀고, 페가마가보우를 포함한 몇몇을 특히 활발한 인물로 꼽았다. 이로 인해 데일리와 격렬한 의견 충돌이 발생했고, 결국 페가마가보우는 추장직에서 해임되었다. 데일리와 페가마가보우와 접촉한 다른 대리인들은 그의 말에 따르면 "백인의 노예"로부터 자신의 민족을 해방시키려는 그의 시도에 매우 좌절했다. 인디언 대리인들은 그를 "정신 이상자"로 낙인찍고 그와 그의 지지자들을 소외시키려 노력했다.
인디언 의회와 DIA 간의 권력 투쟁 외에도, 페가마가보우는 웬다트 족의 조지언만의 섬들에 대해 끊임없이 문제를 제기했다. 지역 퍼스트 네이션 정부는 그 섬들을 자신들의 소유라고 주장했고, 페가마가보우와 다른 추장들은 그들의 지위를 인정받기 위해 헛되이 노력했다.
제2차 세계 대전 중, 페가마가보우는 노벨, 온타리오 근처의 탄약 공장에서 경비원으로 일했으며, 지역 민병대에서 선임하사로 복무했다. 1943년, 그는 초기 퍼스트 네이션 조직인 원주민 독립 정부의 최고 추장이 되었다.

## 가족
결혼하여 여섯 자녀를 둔 페가마가보우는 1952년 61세의 나이로 패리 아일랜드 보호구역에서 사망했다. 그는 브랜트포드, 온타리오의 우드랜드 센터에 있는 인디언 명예의 전당 회원이며, 그의 기억은 패리 사운드의 로터리 및 알곤퀸 연대 피트니스 트레일에 그와 그의 연대를 기리는 명판에도 새겨져 있다. 캐나다군은 그를 기려 CFB 보든의 제3캐나다 레인저 순찰대 본부 건물을 그의 이름을 따서 명명했다.

## 유산
캐나다 언론인 에이드리언 헤이즈는 페가마가보우의 전기인 "페가마가보우: 전설적인 전사, 잊혀진 영웅"을 2003년에 출판했고, 또 다른 전기인 "페가마가보우: 평생의 전사"를 2009년에 출판했다. 캐나다 소설가 조지프 보든의 2005년 소설 삼일의 길은 부분적으로 페가마가보우에게서 영감을 받았다. 이 소설의 주인공은 페가마가보우처럼 제1차 세계 대전 동안 군 저격수로 복무하는 가상의 인물이지만, 페가마가보우도 조연으로 등장한다.
2016년 6월 21일 국립 원주민의 날에 페가마가보우를 기리는 실물 크기의 청동상이 조지언만 근처 패리 사운드에 세워졌다. 이 조형물은 한쪽 팔에 독수리, 어깨에 로스 소총, 발밑에 카리부가 놓여 있는데, 이는 페가마가보우가 속했던 카리부 씨족을 상징한다. 독수리는 그의 영물이었다. 예술가 타일러 포벨은 조각상을 조각하는 데 8개월을 보냈고, 주조하는 데 1년 더 걸렸다. 포벨은 더 많은 대중에게 퍼스트 네이션 사람들이 캐나다에 기여한 바를 알리기 위해 와소싱 대신 패리 사운드에 조각상을 세우기로 결정했다.
'사운딩 썬더, 프랜시스 페가마가보우의 노래'는 2018년부터 캐나다 순회공연을 해온 뮤지컬이다.
2019년, 역사 테마 파워 메탈 밴드 사바톤은 그들의 앨범 The Great War에 페가마가보우를 헌정하는 "A Ghost in the Trenches"라는 곡을 발매했다.
비나스위는 캐나다의 8번째 지폐 시리즈에 포함될 5달러 지폐의 2020년 최종 후보 8명 중 한 명이었다.
페가마가보우는 2022년 영화 에이스 앤 더 스카우트 (일명 배틀 포 더 웨스턴 프론트)에서 키넌 키시그가 연기했다.
'프랜시스 페가마가보우의 두 가지 전투'는 에드먼턴의 섀도우 시어터가 2024년에 시작한 연극이다.

### 수상
- 그는 제2차 이프르, 페스튀베르, 기방시 전투에서 용감하게 중요한 메시지를 후방으로 전달한 공로로 처음으로 밀리터리 메달을 수상했다.[8]
- 파스샹달 전투에서 밀리터리 메달에 첫 번째 바를 추가로 받았다.[8]
- 두 번째 밀리터리 메달 바는 1918년 스카르페 전투에서 받았다. 단 38명의 캐나다인만이 두 개의 바를 받는 영예를 누렸다.[8][10]
- 1914–15년 성상[3]
- 영국 전쟁 메달[3]
- 승리 메달[3]

2003년 페가마가보우 가족은 그의 메달과 추장 머리 장식을 캐나다 전쟁 박물관에 기증했으며, 2010년부터 제1차 세계 대전 전시의 일부로 볼 수 있다. 보이든은 2005년 소설 삼일의 길을 조사하던 중, 왜 페가마가보우가 수훈 십자 훈장이나 빅토리아 십자훈장과 같은 더 높은 상을 받지 못했다고 생각하는지 질문을 받았다. 보이든은 그가 퍼스트 네이션 군인이었기 때문이며, 저격할 때 관찰자를 사용하지 않았기 때문에 페가마가보우가 사살했다고 주장하는 독일군 수에 대해 일부 장교들이 질투심을 가졌을 수 있다고 추측했다.

## 같이 보기
- 토미 프린스 (1915년 10월 25일 – 1977년 11월 25일)는 제2차 세계 대전과 6.25 전쟁에 참전한 캐나다의 가장 높은 훈장을 받은 퍼스트 네이션 군인 중 한 명이었다.

## 내용주
1. ↑  다른 자료에서는 페가마가보우의 출생 연도를 1888년 또는 1891년으로 기록하고 있다.[2]

## 추가 자료
- Hayes, Adrian (2009). 《Pegahmagabow: Life-Long Warrior》. Blue Butterfly Books. ISBN 978-0-97849-829-0.
- McInnes, Brian D. (2016). 《Sounding Thunder: The Stories of Francis Pegahmagabow》. Michigan State University Press.